# Carlos Magno (jornalista)
Carlos Magno Castanheira (Nuzedo de Baixo, Vale das Fontes, Vinhais, 4 de Setembro de 1955) é um jornalista português.

## Biografia
Frequentou o Liceu Nacional de Chaves e instalou-se no Porto em 1973, onde frequentou Filologia Germânica na Faculdade de Letras da Universidade do Porto e se formou em Jornalismo na Escola Superior de Jornalismo do Porto.
Chegou a envolver-se nas lutas académicas dos últimos dias do Estado Novo e no movimento estudantil do pós-25 de Abril de 1974, militando na União dos Estudantes Comunistas. Mais tarde passou a ser conotado com a Opus Dei.
Iniciou-se no jornalismo através da rádio universitária, orientando-se para a informação política como repórter da Antena 1, estação em que cobriu campanhas eleitorais de líderes políticos como Francisco Sá Carneiro, Ramalho Eanes, Francisco Lucas Pires, Diogo Freitas do Amaral, Mário Soares e Aníbal Cavaco Silva. Fez equipa com jornalistas como Adelino Gomes, Joaquim Furtado, Francisco Sena Santos, David Borges, Carlos Andrade e Emídio Rangel. Com os três últimos fundou a rádio TSF no Porto. Em 1989 Pinto Balsemão convidou-o para chefe da Delegação do Porto do Expresso, assumindo no mesmo semanário a edição da secção Gente, fundada por Marcelo Rebelo de Sousa. Foi um dos jornalistas da fundação da SIC, com participação em programas de informação e entrevistas. Em Janeiro de 1997 passou para o Diário de Notícias, de que foi sub-director. Integrou os quadros da Lusomundo e foi o responsável pela criação e direcção da NTV (semente da RTPN) em 2001.
Leccionou em várias instituições de ensino, como o Instituto Superior de Comunicação Empresarial, e já fez conferências em todas as Universidades Portuguesas e em várias estrangeiras. Carlos Magno também foi professor da Escola Superior de Jornalismo do Porto, onde lançou profissionais da nova geração de jornalistas como José Alberto Carvalho e Eduarda Maio.
Foi analista político e professor do Instituto de Estudos Superiores Financeiros e Fiscais (responsável pelo Programa Avançado de Management) e, desde 9 de Novembro de 2011, é o Presidente do Conselho Regulador da Entidade Reguladora para a Comunicação Social.
Atualmente é comentador na CNN Portugal. 
Escreveu o livro O Poder visto do Porto.